# Imam Sahib (distrikt)
Imam Sahib är ett distrikt i Afghanistan. Det ligger i provinsen Kunduz, i den nordöstra delen av landet, 290 kilometer norr om huvudstaden Kabul. Administrativ huvudort är Imam Sahib.
Distriktet beräknades år 2022 ha cirka 237 000 invånare.